# Dave Balon
David Alexander Balon, dit Dave Balon, (né le 2 août 1938 à Wakaw ville de la Saskatchewan au Canada - mort le 29 mai 2007 à  Prince Albert au Canada) est un joueur professionnel de hockey sur glace. Il a remporté deux Coupes Stanley avec les Canadiens de Montréal dans les années 1960.

## Carrière en club
Il commence sa carrière en 1957 avec les Mintos de Prince Albert de la Ligue de hockey junior de la Saskatchewan avant de devenir professionnel en 1958. Il signe alors avec les Rangers de New York de la Ligue nationale de hockey et rejoint l'équipe affiliée de la Western Hockey League des Canucks de Vancouver puis les Quakers de Saskatoon. En 1958, il joue les matchs de la Coupe Memorial, perdue, avec les Pats de Regina.
Il joue ses premiers matchs dans la LNH en 1959 mais il faut attendre 1962 pour le voir s'imposer réellement au sein de l'effectif de la franchise des Rangers.
Au cours de la saison 1963-1964, il fait partie de l'échange entre les Rangers et les Canadiens de Montréal qui l'implique avec Gump Worsley, Léon Rochefort et Len Ronson en retour de Phil Goyette, Don Marshall et Jacques Plante.
Lors la 1964-1965, il remporte sa première Coupe Stanley avec les Canadiens et a également l'honneur de participer à son premier Match des étoiles de la LNH, le 19e match. Il gagne encore une fois la Coupe Stanley lors des séries éliminatoires 1966.
Lors de l'expansion de la LNH de 6 à 12 équipes, il est repêché par les North Stars du Minnesota. Lors de sa première saison avec les North Stars, il est de nouveau choisi pour le Match des étoiles, même si cette fois c'est sa première réelle sélection.
Il réalise une très belle saison avec les North Stars et retourne jouer pour les Rangers en retour de  Wayne Hillman, Dan Seguin et Joey Johnston. Il ne marque que 10 buts et 31 points mais se reprend en 1969-1970 en inscrivant 33 buts (8e de la ligue) et 70 points (10e de la ligue).
En 1971, il rejoint les Canucks de Vancouver au mois de novembre en compagnie de Wayne Connelly et Ron Stewart en retour de Gary Doak et Jim Wiste. Il ne parvient pas à retrouver son niveau qu'il avait avec les Rangers. Il s'avère qu'il était déjà atteint de sclérose en plaques même si ce n'était que le début de la maladie. Il touche le fond en 1972-1973 en ne marquant que 3 buts et 5 points en 57 matchs et est fustigé par la presse et par les fans mettant ses mauvaises performances sur un certain laxisme.
En 1973, il prend sa retraite après 9 matchs de la saison dans l'Association mondiale de hockey. Il porte alors le maillot des Nordiques de Québec. Il prend alors la peine de rencontrer des docteurs qui lui annoncent sa maladie. Il prendra tout de même le poste d'entraîneur des Broncos de Humboldt de la ligue de la Saskatchewan en 1976 mais quitte le poste en 1980.
Il décède en 2007 à l'âge de 68 ans des suites de la sclérose en plaques.

### Trophées et honneurs personnels
- Ligue nationale de hockey
  - 1965 et 1966 - Coupe Stanley avec les Canadiens de Montréal
  - Sélectionné pour jouer le Match des étoiles de  1965, 1967, 1968 et 1971.
  - 1968 - meilleur passeur des séries avec 9 aides.
- Rangers de New York
  - Meilleur buteur de la franchise en 1970 et 1971.

## Statistiques
| Saison     | Équipe                        | Ligue      |     | Saison régulière | Saison régulière | Saison régulière | Saison régulière | Saison régulière |    | Séries éliminatoires | Séries éliminatoires | Séries éliminatoires | Séries éliminatoires | Séries éliminatoires |
| Saison     | Équipe                        | Ligue      | PJ  | B                | A                | Pts              | Pun              | PJ               | B  | A                    | Pts                  | Pun                  |                      |                      |
| 1956-1957  | Mintos de Prince Albert       | LHJS       |     |                  |                  |                  |                  |                  |    |                      |                      |                      |                      |                      |
| 1957-1958  | Mintos de Prince Albert       | LHJS       | 0   | 35               | 44               | 79               | 113              |                  |    |                      |                      |                      |                      |                      |
| 1957-1958  | Canucks de Vancouver          | WHL        | 4   | 0                | 2                | 2                | 8                |                  |    |                      |                      |                      |                      |                      |
| 1958-1959  | Quakers de Saskatoon          | WHL        | 57  | 12               | 25               | 37               | 80               |                  |    |                      |                      |                      |                      |                      |
| 1959-1960  | Canucks de Vancouver          | WHL        | 3   | 1                | 1                | 2                | 2                |                  |    |                      |                      |                      |                      |                      |
| 1959-1960  | Lions de Trois-Rivières       | EPHL       | 61  | 28               | 42               | 70               | 104              | 7                | 2  | 2                    | 4                    | 19                   |                      |                      |
| 1959-1960  | Rangers de New York           | LNH        | 3   | 0                | 0                | 0                | 0                |                  |    |                      |                      |                      |                      |                      |
| 1960-1961  | Rangers de New York           | LNH        | 13  | 1                | 2                | 3                | 8                |                  |    |                      |                      |                      |                      |                      |
| 1960-1961  | Beavers de Kitchener-Waterloo | EPHL       | 55  | 15               | 26               | 41               | 77               | 7                | 1  | 1                    | 2                    | 12                   |                      |                      |
| 1961-1962  | Beavers de Kitchener-Waterloo | EPHL       | 37  | 23               | 19               | 42               | 87               |                  |    |                      |                      |                      |                      |                      |
| 1961-1962  | Rangers de New York           | LNH        | 30  | 4                | 11               | 15               | 11               | 6                | 2  | 3                    | 5                    | 2                    |                      |                      |
| 1962-1963  | Rangers de New York           | LNH        | 70  | 11               | 13               | 24               | 72               |                  |    |                      |                      |                      |                      |                      |
| 1963-1964  | Canadiens de Montréal         | LNH        | 70  | 24               | 18               | 42               | 80               | 7                | 1  | 1                    | 2                    | 25                   |                      |                      |
| 1964-1965  | Canadiens de Montréal         | LNH        | 63  | 18               | 23               | 41               | 61               | 10               | 0  | 0                    | 0                    | 10                   |                      |                      |
| 1965-1966  | Apollos de Houston            | LCPH       | 9   | 6                | 6                | 12               | 0                |                  |    |                      |                      |                      |                      |                      |
| 1965-1966  | Canadiens de Montréal         | LNH        | 45  | 3                | 7                | 10               | 24               | 9                | 2  | 3                    | 5                    | 8                    |                      |                      |
| 1966-1967  | Canadiens de Montréal         | LNH        | 48  | 11               | 8                | 19               | 31               | 9                | 0  | 2                    | 2                    | 6                    |                      |                      |
| 1967-1968  | North Stars du Minnesota      | LNH        | 73  | 15               | 32               | 47               | 84               | 14               | 4  | 9                    | 13                   | 14                   |                      |                      |
| 1968-1969  | Rangers de New York           | LNH        | 75  | 10               | 21               | 31               | 57               | 4                | 1  | 0                    | 1                    | 0                    |                      |                      |
| 1969-1970  | Rangers de New York           | LNH        | 76  | 33               | 37               | 70               | 100              | 6                | 1  | 1                    | 2                    | 32                   |                      |                      |
| 1970-1971  | Rangers de New York           | LNH        | 78  | 36               | 24               | 60               | 34               | 13               | 3  | 2                    | 5                    | 4                    |                      |                      |
| 1971-1972  | Rangers de New York           | LNH        | 16  | 4                | 5                | 9                | 2                |                  |    |                      |                      |                      |                      |                      |
| 1971-1972  | Canucks de Vancouver          | LNH        | 59  | 19               | 19               | 38               | 21               |                  |    |                      |                      |                      |                      |                      |
| 1972-1973  | Canucks de Vancouver          | LNH        | 57  | 3                | 2                | 5                | 22               |                  |    |                      |                      |                      |                      |                      |
| 1973-1974  | Dusters de Broome County      | NAHL       | 7   | 0                | 1                | 1                | 0                |                  |    |                      |                      |                      |                      |                      |
| 1973-1974  | Nordiques de Québec           | AMH        | 9   | 0                | 0                | 0                | 2                |                  |    |                      |                      |                      |                      |                      |
| Totaux LNH | Totaux LNH                    | Totaux LNH | 776 | 192              | 222              | 414              | 607              | 78               | 14 | 21                   | 35                   | 101                  |                      |                      |